# Anna Shinoda
Pour les articles homonymes, voir Shinoda.
Anna Lovejoy Shinoda (née Anna Hillenger  à Los Angeles, Californie le 7 novembre 1977) est une auteur américaine de livres pour enfants.
Elle est depuis 2003, l'épouse de Mike Shinoda, membre de Linkin Park et Fort Minor.